# Arctia uralensis
Arctia uralensis är en fjärilsart som beskrevs av Heyne 1899. Arctia uralensis ingår i släktet Arctia och familjen björnspinnare. Inga underarter finns listade i Catalogue of Life.